# آلوها (فیلم)
آلوها (به انگلیسی: Aloha) فیلمی کمدی رمانتیک آمریکایی به نویسندگی، تهیه‌کنندگی و کارگردانی کامرون کرو است، که اولین پخش آن در ۲۹ مه ۲۰۱۵ اکران شد. از بازیگران آن می‌توان به بردلی کوپر، اما استون، ریچل مک‌آدامز، بیل مری، جان کرازینسکی، دنی مک‌براید و جی باروشل اشاره کرد.